# Бургаська затока
Бургаська затока (болг. Бургаски залив) — найбільша затока на чорноморському узбережжі Болгарії. Обмежена мисом Еміне на півночі та мисом Маслений (Маслен Нос) на півдні.

## Характеристика
Максимальна ширина становить 41 км, а максимальна глибина 25 м, сягає 31 км за своєю довжиною. Солоність затоки становить 17‰; пісок має магнетичне походження. На захід від затоки відмежована група лиманів лагунного типу, відомих під загальною назвою Бургаські озера, серед яких Бургас, Мандра, Атанасовське і Поморійське. В південній частині затоки розташовано кілька дрібних островів, таких як острів Святий Іван, острів Святий Петро, острів Свята Анастасія (раніше Більшовик) і острів Святий Хома (в народі — Зміїний).

## Інфраструктура узбережжя
На затоці розташовано місто і найбільший порт Болгарії — Бургас. Також на берегах затоки розміщені міста Поморіє, Созополь та Несебр (антична Месембрія). Бургаська затока є найзахіднішою точкою Чорного моря.

## Галерея

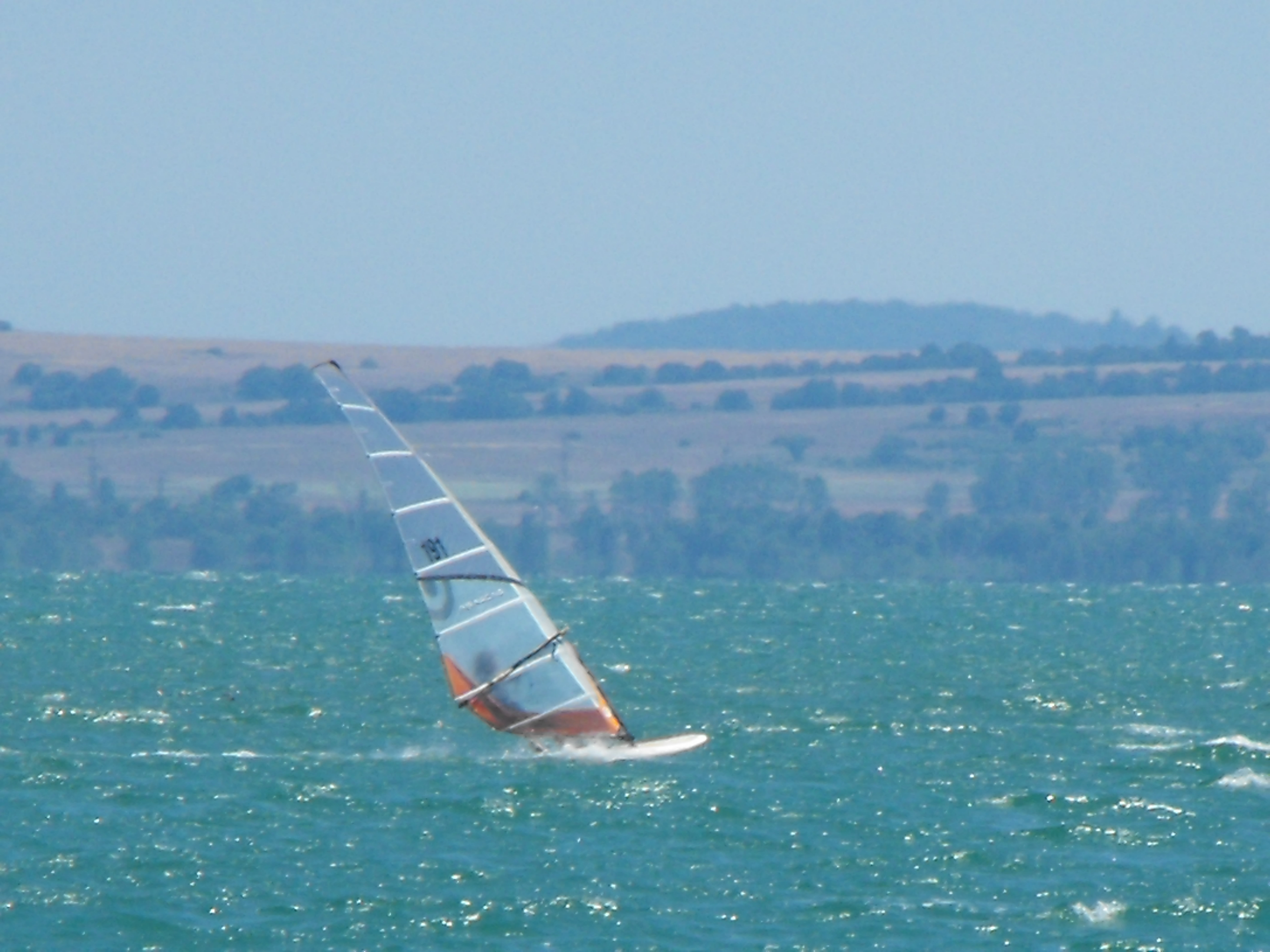
Віндсерфінг у затоці
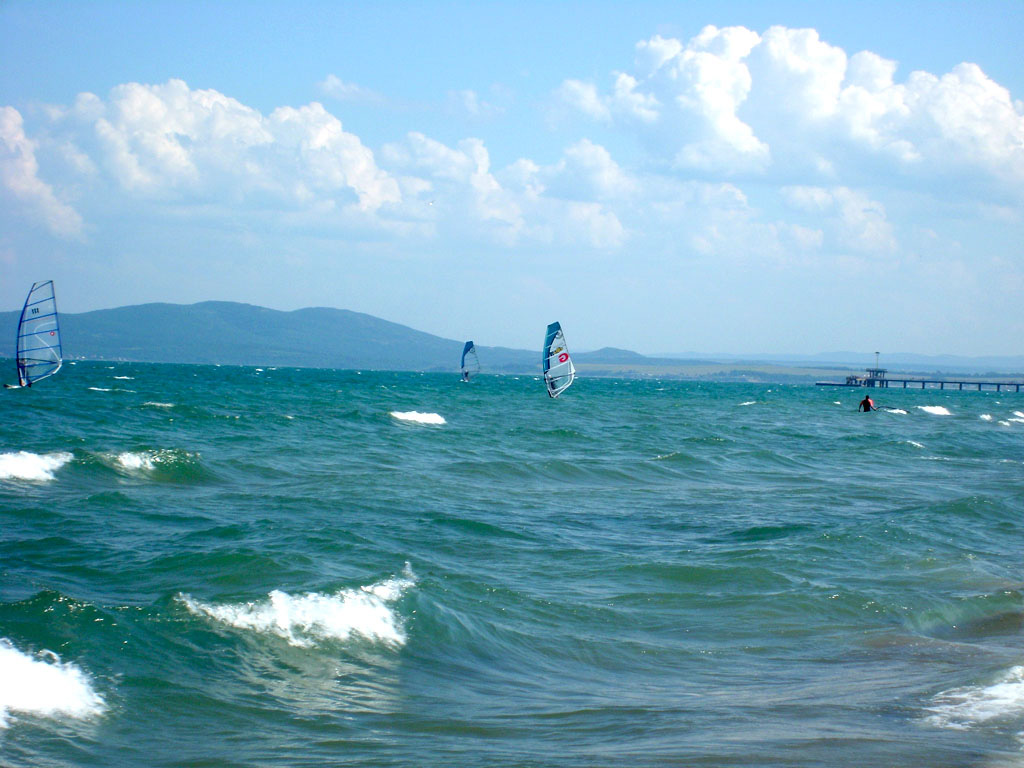
Віндсерфінг у затоці
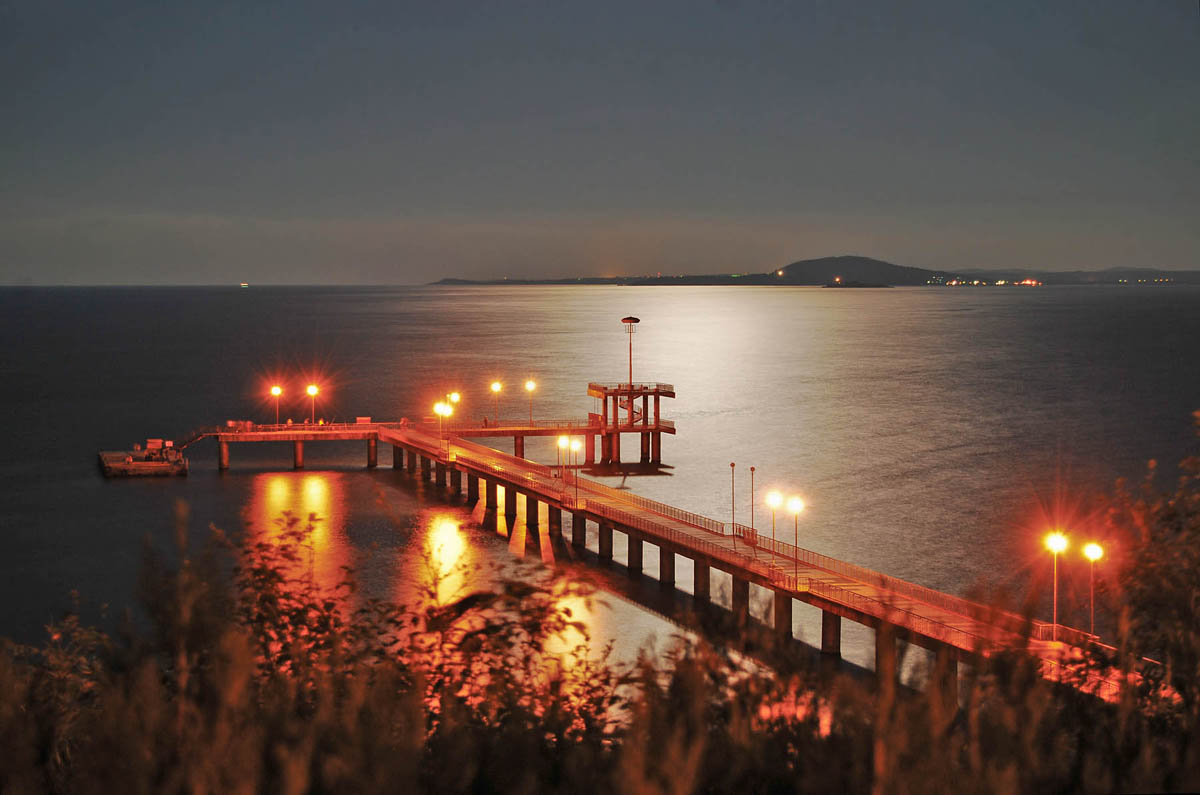
Затока вночі

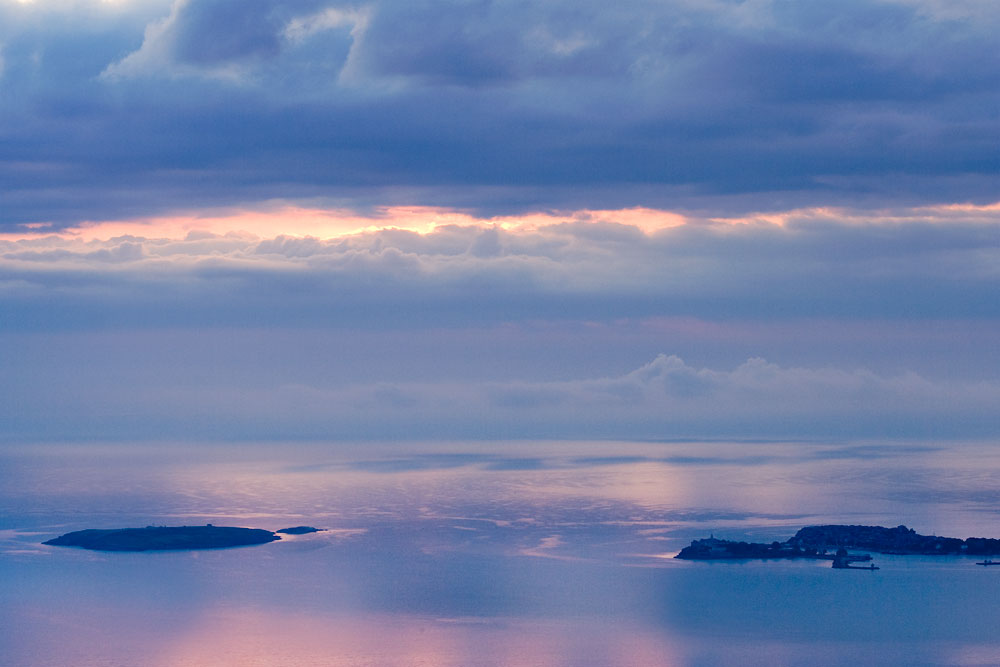
Острови біля Созополя
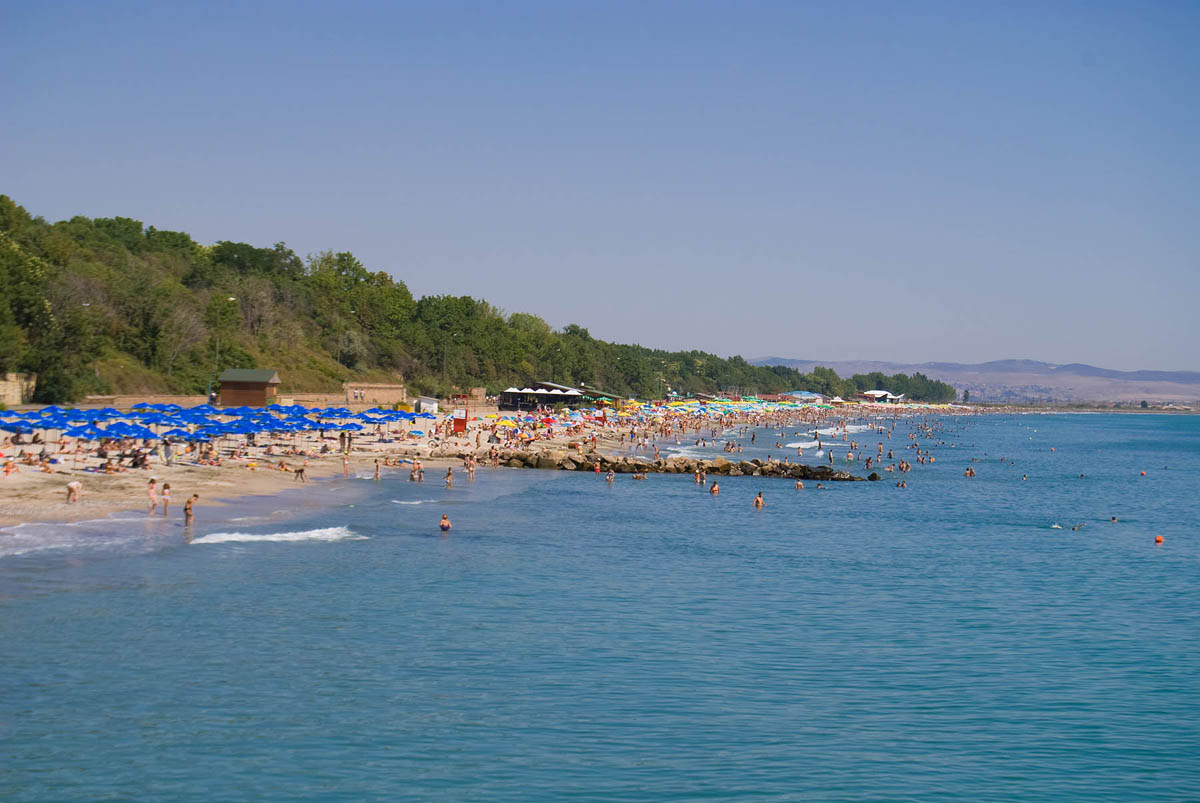
Пляж у Бургасі
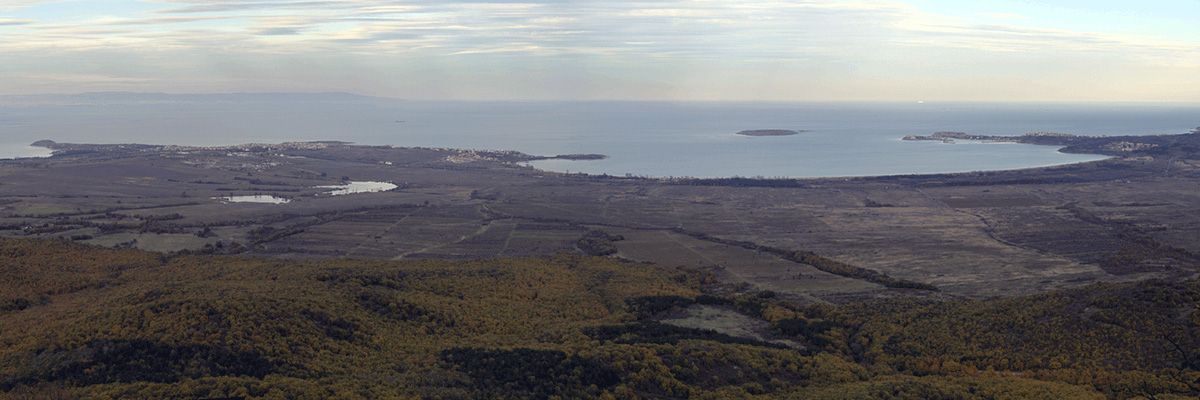
Панорама південної частини затоки

| Болгарія | Це незавершена стаття з географії Болгарії. Ви можете допомогти проєкту, виправивши або дописавши її. |

| Чорне море | Це незавершена стаття про Чорне море. Ви можете допомогти проєкту, виправивши або дописавши її. |